# Hermonassa chagyabensis
Hermonassa chagyabensis là một loài bướm đêm trong họ Noctuidae.